# František Hrabě
František Hrabě es un deportista checoslovaco que compitió en piragüismo en la modalidad de eslalon. Ganó cuatro medallas en el Campeonato Mundial de Piragüismo en Eslalon, en los años 1955 y 1957.

## Palmarés internacional
| Campeonato Mundial | Campeonato Mundial | Campeonato Mundial | Campeonato Mundial |
| Año                | Lugar              | Medalla            | Competición        |
| ------------------ | ------------------ | ------------------ | ------------------ |
| 1955               | Tacen (Yugoslavia) | Medalla de oro     | C2 por equipos     |
| 1955               | Tacen (Yugoslavia) | Medalla de bronce  | C2 individual      |
| 1957               | Augsburgo (RFA)    | Medalla de oro     | C2 por equipos     |
| 1957               | Augsburgo (RFA)    | Medalla de bronce  | C2 individual      |